# 시슬리속
시슬리속(cicely屬, 학명: Myrrhis 미르히스[*])은 미나리과의 속이다. 시슬리를 비롯한 두 종으로 이루어져 있다.

## 하위 종
- 시슬리(M. odorata (L.) Scop.)
- M. nuda (Torr.) Greene